# Siri Dannaeus
Siri Alice Dannaeus, född Viklund 4 augusti 1937 i Tuna församling i Västernorrlands län, död 6 juli 2010 i Strängnäs, var en svensk lärare och politiker (folkpartist).
Siri Dannaeus var riksdagsledamot för Södermanlands läns valkrets 1996-1998. I riksdagen var hon suppleant i arbetsmarknadsutskottet och utbildningsutskottet.